# カンポ・グランデ (マットグロッソ・ド・スル州)
カンポ・グランデ（Campo Grande ブラジルポルトガル語発音: [ˈkɐ̃pu ˈɡɾɐ̃dʒi]）は、ブラジルのマットグロッソ・ド・スル州にある都市で、同州の州都である。人口約90万人を擁する同州最大の都市で、ボリビア・パラグアイへの道路が通ずる。
ブラジルポルトガル語の発音により、カンポ・グランジとカナ転記されることもある。

## 経済

### 地勢･産業
中心集落はサンパウロの西北西約900キロのマラカジュ山脈中にあり、標高約540m。豊かな農牧地帯を背後に控え、牛やコーヒー、米、綿花、サトウキビ、トウモロコシなどの農作物の集散地であり、また食肉、皮革、マテ茶（パラグアイ茶）などの加工業が盛ん。

## 交通
東西交通の要地で、サンパウロからボリビア国境の町コルンバ、パラグアイ国境の町ポンタポランへ通じる幹線鉄道が通る。また、道路も四通する。都市の郊外をカンピーナス-サンタクルス間のパイプラインが走る。
- カンポ・グランデ国際空港

## 文化

### 日系移民と沖縄そば

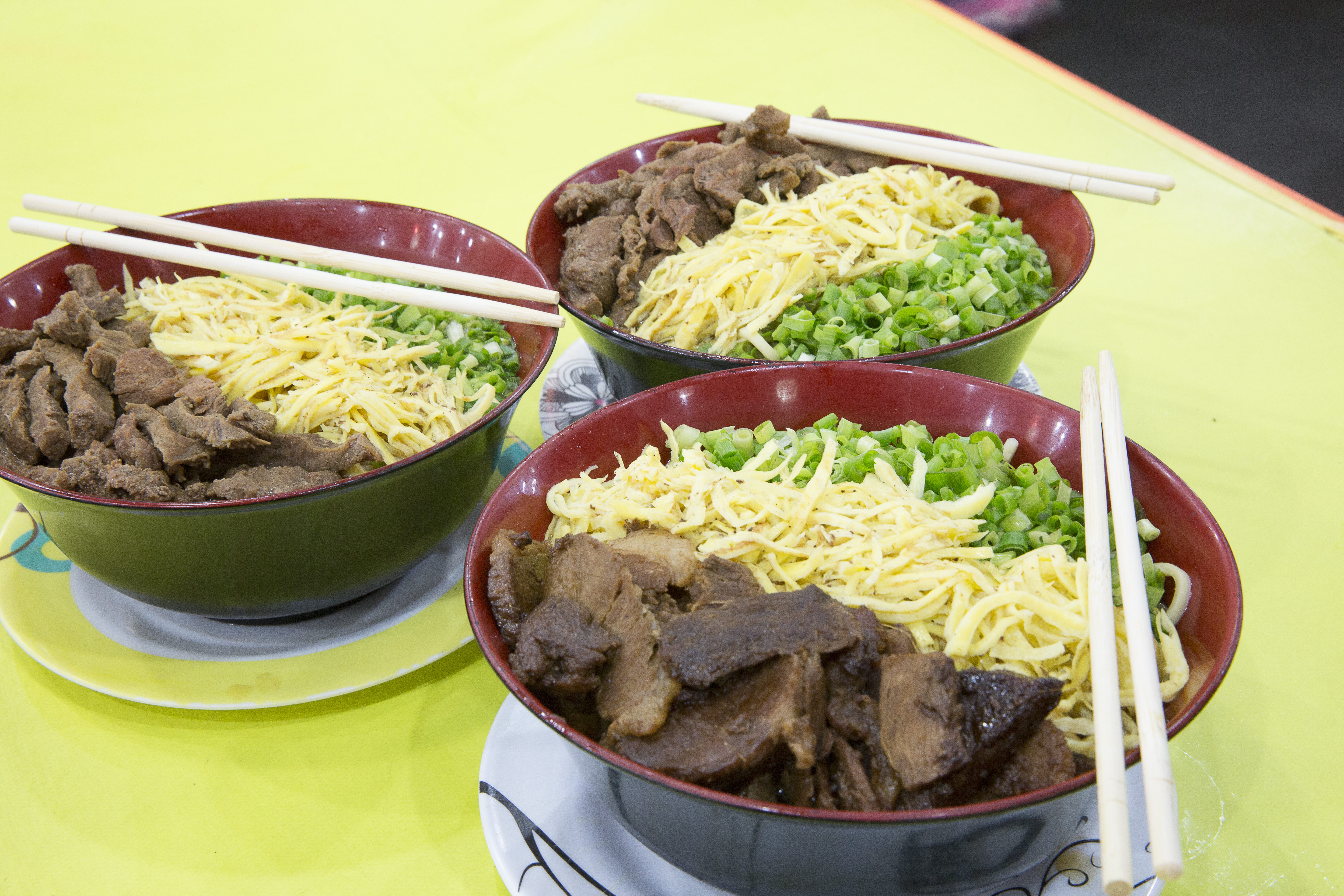
カンポ・グランデの sobá

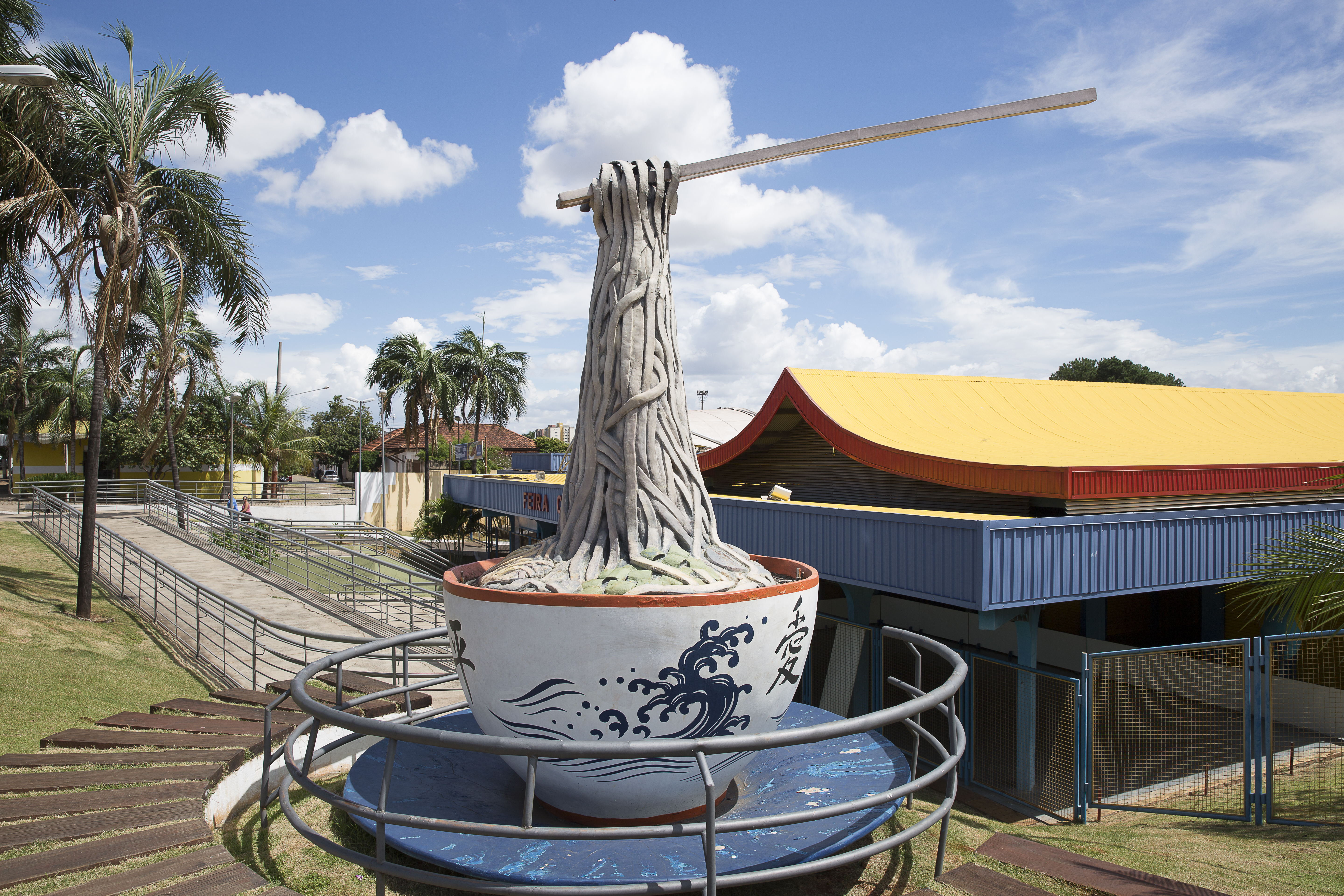
フェイラ・セントラルにある sobá のモニュメント

日系移民、その中でも特に沖縄にルーツを持つ人々が多く暮らしている。2012年の文章によれば、日系人人口の60％が沖縄県出身者であるという。
ノロエステ鉄道建設工事に工夫として従事した日系移民たちは、終点であるこの地で根を下ろし、農業に従事して開墾を進め、コーヒーや野菜の栽培を行うようになった。沖縄出身者の文化として、祝いの席や農作業ができない日などに沖縄そばを作って食するというものがあった。
第二次世界大戦以前は、沖縄出身者の各家庭内の食文化であった沖縄そばであるが、戦後には屋台などで販売されるようになった。これらのそば店は、沖縄出身者（を含む日系人）の移民社会のコミュニティの結節点であり、情報交換の場でもあった。フォークを使って静かに食する文化の中で、箸を使い音を立ててそばを食することが恥ずかしがられたために、当初はカーテンで覆って客を隠していたが、それが非日系人から「日本人は隠れておいしいものを食べている」と好奇心を誘い、知られるようになったという。1980年代には顧客のほとんどが日系人以外のブラジル人になった。2012年の文章では、市内にそば店は100軒以上を数えるという。
もともとの沖縄そばは、豚骨ベースのスープに、ソーキ（豚のあばら肉）をトッピングとすることが多いが、シュラスコなど牛肉を愛好する当地の事情に合わせ牛肉をトッピングすることもあり、またスープについても豚のほかに牛、鶏ガラ、野菜などを用いて出汁をとることがあり、当地に多いイスラム教徒の客のために鶏や牛でだしを取ったものを用意されることがある。麺には鹹水のほか灰汁を使うこともあり「軟らかいパスタ」として受容されている。こうしてカンポ・グランデの沖縄そばは、日本で供される沖縄そばとも異なる独自の発展を遂げ、"sobá" の名で「郷土食」として根付いた。
多くのそば店が出店するフェイラ・セントラル（中央市場）では、運営母体の協会（カンポ・グランデ観光フェイラ・セントラル協会）が中心となり、"sobá" による地域振興が図られている。2006年、"sobá" は市の「無形文化遺産」にも指定され、同年より同協会主催で「そば祭り」が行われている。また協会は2006年に"sobá de campo grande"の商標を取り、市外へのフランチャイズ展開を企画しているという、フェイラ・セントラルの入り口には、高さ3mの sobá のモニュメントがある。

## 姉妹都市･提携都市
- ペドロ･ファン･カバリェロ（パラグアイ共和国 アマンバイ県）
- トリノ（イタリア共和国 ピエモンテ州）[4]